# جو دا

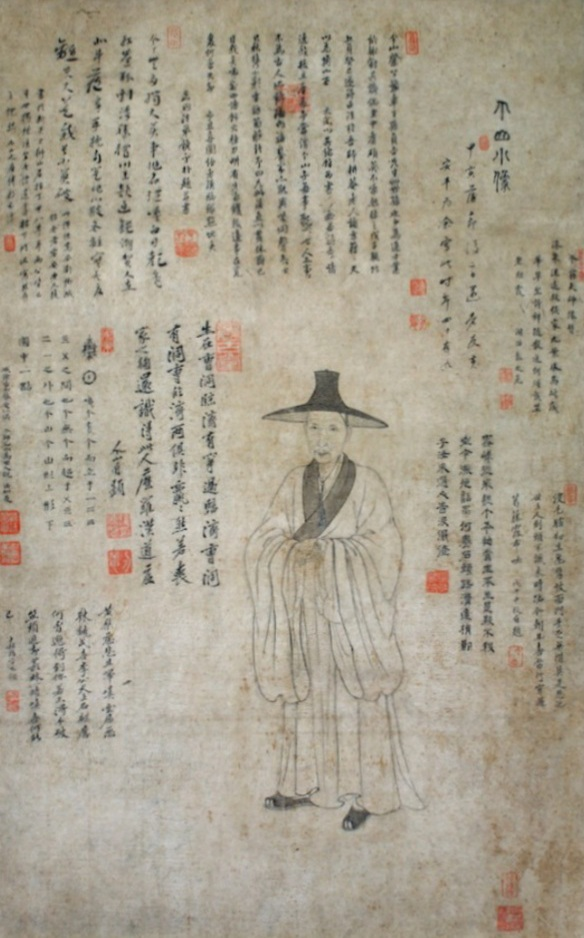
جو دا

جو دا (به چینی: 朱耷، پین یین: Zhu Da) که او را چو تا (وید جایلز: Chu-ta) نیز می‌نامند، نقاش و راهب بودایی چینی بود که بعدها با نام بادا شان‌رن (به چینی: 八大山人، پین یین: Bada Shanren، وید جایلز: Pata Shanjen) شهرت یافت.

## زندگینامه
جو دا در حدود سال ۱۶۲۵ میلادی در نانچانگ چین زاده شد. او یکی از شاهزادگان دودمان پادشاهی مینگ بود که با فروپاشی این دودمان به خدمت معبدی بودایی درآمد و با تظاهر به دیوانگی توانست خود را از گزند فاتحان منچو در امان دارد.
جو دا سبک خاص خود را در نگه‌داشتن قلمو و کشیدن نقاشی‌هایی از گل‌ها، پرندگان، ماهی‌ها و مناظر با استفاده از جوهر داشت که مورد توجه ژاپنی‌ها قرار گرفت و در ژاپن نقاشی‌های فردگرای او را مترادف با نقاشی ذن می‌دانند.
جودا در سال ۱۷۰۵ میلادی درگذشت.

## نگارخانه

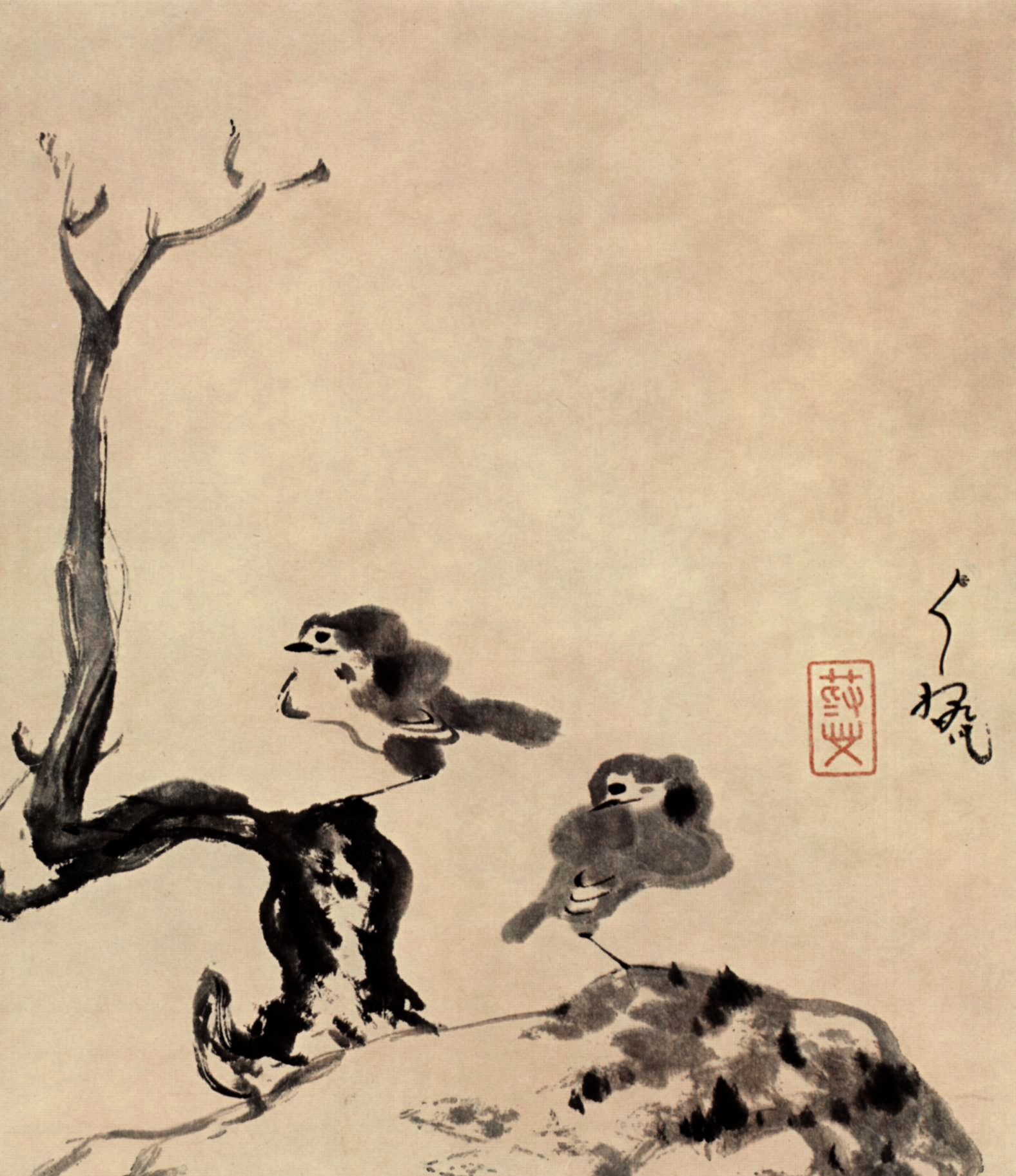
دو پرنده
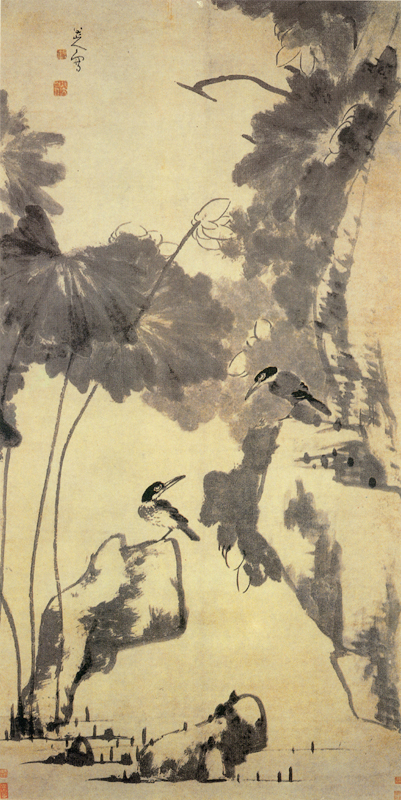
پرندگان و نیلوفر آبی, موزه شانگهای
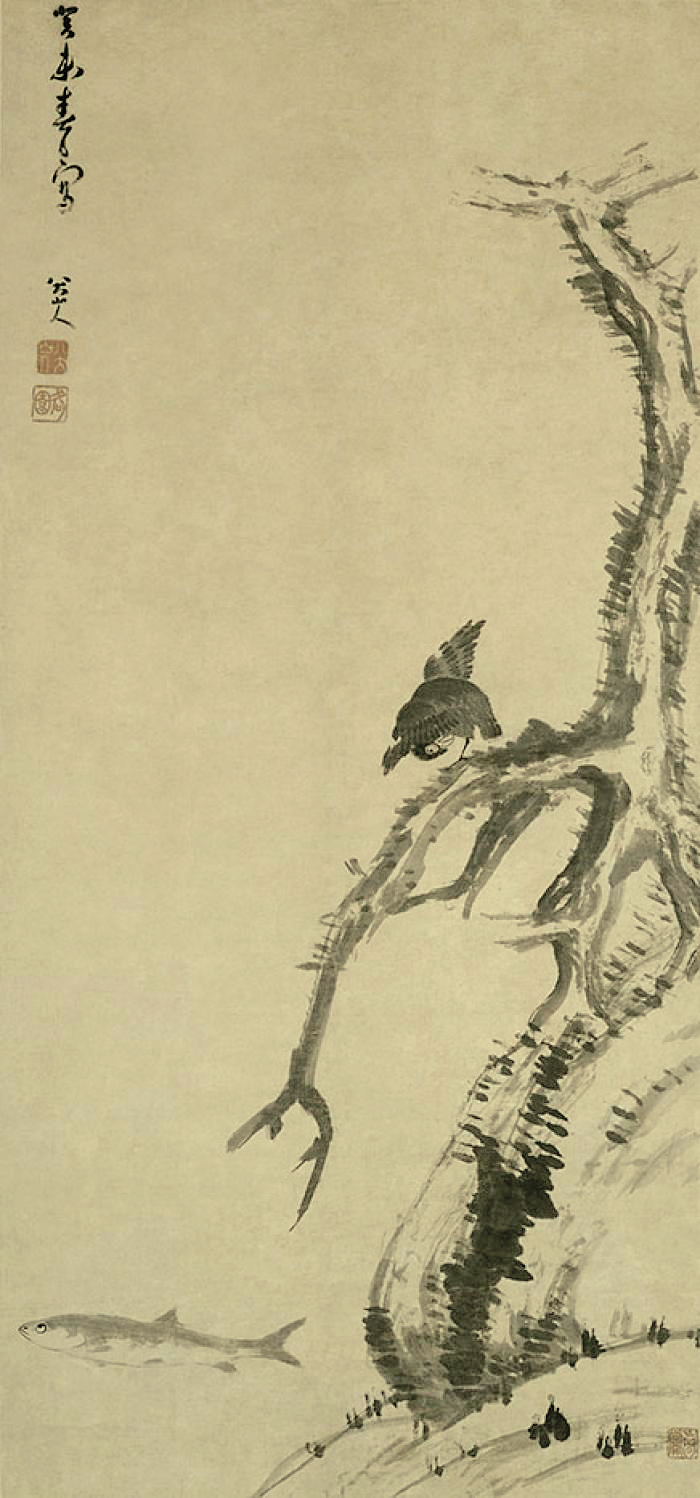
مرغ مینا بر شاخسار درخت پیر, موزه کاخ, پکن
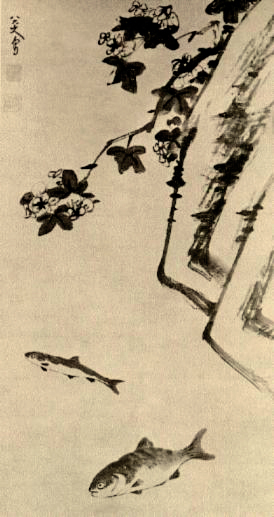
صخره و دو ماهی